# Thomas Holm
Thomas Holm (Oslo, 19 febbraio 1981) è un allenatore di calcio ed ex calciatore norvegese, di ruolo difensore.

## Biografia
È il fratellastro di Daniel Fredheim Holm.

## Carriera

### Club

#### Heerenveen e Veendam
Holm cominciò la propria carriera professionistica con la maglia dello Heerenveen. Giocò 36 partite nell'Eredivisie, in tre anni e mezzo, e qui ebbe anche l'opportunità di esordire nella Champions League, sebbene soltanto nei turni preliminari. A gennaio 2002 passò al Veendam.

#### Vålerenga
Terminata l'esperienza olandese, Holm firmò per il Vålerenga, club per cui giocò anche a livello giovanile. Per accordarsi con la squadra, dovette ridursi lo stipendio. Holm sottolineò il fatto di essere cresciuto nella parte est di Oslo e di non poter quindi giocare con le maglie di Lyn Oslo o Stabæk. Kjetil Rekdal, all'epoca allenatore del Vålerenga, dichiarò di avere grande fiducia nell'ingaggio di Holm e di ritenerlo un tassello importante per il futuro del club. Rekdal era allenatore-giocatore del club e aggiunse di vedere Holm come suo erede, per quando si sarebbe ritirato.
Debuttò nell'Eliteserien il 29 settembre 2002, quando fu schierato titolare nella sconfitta casalinga per 0-3 contro il Molde. Contribuì al successo nella Coppa di Norvegia 2002, giocando anche uno spezzone della finale contro l'Odd Grenland. Il 4 maggio 2003 arrivò la prima rete nella massima divisione norvegese, nel pareggio per 3-3 in casa del Sogndal. Fece parte della squadra che vinse il campionato 2005. Il 4 aprile 2007 rinnovò il suo contratto con il club per altre tre stagioni.

#### Molde e Tromsø
Dopo la conclusione del campionato 2007, Holm fu ceduto al Molde. Debuttò con questa maglia il 30 marzo 2008, quando fu impiegato da titolare nel pareggio a reti inviolate contro lo Stabæk. Il 27 marzo 2010 arrivò la prima rete in campionato per questa squadra, nel pareggio per 1-1 sul campo dello Start.
Il 29 luglio 2011 passò in prestito fino al termine della stagione al Tromsø. Disputò il primo incontro con questa maglia il 3 agosto successivo, subentrando a Hans Norbye nella sconfitta per 3-2 in casa del Lillestrøm. Contribuì a far raggiunge il 2º posto finale alla nuova squadra.

#### Fredrikstad
Il 14 gennaio 2012 passò al Fredrikstad a parametro zero, legandosi al nuovo club con un contratto dalla durata biennale. Esordì in squadra il 25 marzo successivo, sostituendo Mads André Hansen nella sconfitta per 1-0 in casa del Tromsø. Segnò l'unica rete stagionale in data 13 aprile, nella partita casalinga persa per 1-2 contro il Rosenborg. Sul finire della stagione, Holm subì un infortunio ai legamenti che lo costrinse a concludere l'annata anzitempo. Al termine del campionato, il Fredrikstad retrocesse nella 1. divisjon.
Holm provò a tornare in squadra durante la preparazione in vista del campionato 2013, ma dovette posticipare i tempi del rientro poiché sentiva dolore durante i cambi di direzione. Non giocò alcun incontro in quella stagione.

#### Nordstrand
Il 17 marzo 2014, firmò un contratto con il Nordstrand.

### Nazionale
Holm conta 32 presenze per la Norvegia under 21. La prima di queste fu datata 31 maggio 2000, quando fu schierato titolare nel pareggio per 2-2 contro la Germania under 21. Il 16 novembre 2004 arrivò anche l'esordio nella Nazionale maggiore, in occasione dell'amichevole pareggiata per 2-2 contro l'Australia, al Craven Cottage di Londra.

## Statistiche

### Presenze e reti nei club
Statistiche aggiornate al 17 marzo 2014.
| Stagione           | Club               | Campionato         | Campionato | Campionato | Coppe nazionali | Coppe nazionali | Coppe nazionali | Coppe continentali | Coppe continentali | Coppe continentali | Supercoppe | Supercoppe | Supercoppe | Totale | Totale |
| Stagione           | Club               | Comp               | Pres       | Reti       | Comp            | Pres            | Reti            | Comp               | Pres               | Reti               | Comp       | Pres       | Reti       | Pres   | Reti   |
| ------------------ | ------------------ | ------------------ | ---------- | ---------- | --------------- | --------------- | --------------- | ------------------ | ------------------ | ------------------ | ---------- | ---------- | ---------- | ------ | ------ |
| 1998-1999          | Heerenveen         | ED                 | 2          | 0          | CO              | ?               | ?               | -                  | -                  | -                  | -          | -          | -          | ?      | ?      |
| 1999-2000          | Heerenveen         | ED                 | 15         | 0          | CO              | ?               | ?               | -                  | -                  | -                  | -          | -          | -          | ?      | ?      |
| 2000-2001          | Heerenveen         | ED                 | 11         | 0          | CO              | ?               | ?               | UCL                | 1                  | 0                  | -          | -          | -          | ?      | ?      |
| 2001-gen. 2002     | Heerenveen         | ED                 | 8          | 0          | CO              | ?               | ?               | -                  | -                  | -                  | -          | -          | -          | ?      | ?      |
| Totale Heerenveen  | Totale Heerenveen  | Totale Heerenveen  | 36         | 0          |                 | ?               | ?               |                    | 1                  | 0                  |            | -          | -          | ?      | ?      |
| gen.-giu. 2002     | Veendam            | 1D                 | 12         | 0          | CO              | ?               | ?               | -                  | -                  | -                  | -          | -          | -          | ?      | ?      |
| set.-dic. 2002     | Vålerenga          | ES                 | 4          | 0          | CN              | 1               | 0               | -                  | -                  | -                  | -          | -          | -          | 5      | 0      |
| 2003               | Vålerenga          | ES                 | 18         | 1          | CN              | 5               | 0               | CU                 | 1                  | 0                  | -          | -          | -          | 24     | 1      |
| 2004               | Vålerenga          | ES                 | 24         | 1          | CN              | 3               | 0               | -                  | -                  | -                  | -          | -          | -          | 27     | 1      |
| 2005               | Vålerenga          | ES                 | 21         | 0          | CN              | 4               | 1               | UCL+CU             | 3+1                | 0                  | -          | -          | -          | 29     | 1      |
| 2006               | Vålerenga          | ES                 | 22         | 0          | CN              | 3               | 0               | UCL                | 2                  | 0                  | -          | -          | -          | 27     | 0      |
| 2007               | Vålerenga          | ES                 | 7          | 0          | CN              | 3               | 0               | CU                 | 4                  | 0                  | -          | -          | -          | 14     | 0      |
| Totale Vålerenga   | Totale Vålerenga   | Totale Vålerenga   | 96         | 2          |                 | 19              | 1               |                    | 11                 | 0                  |            | -          | -          | 126    | 3      |
| 2008               | Molde              | ES                 | 18         | 0          | CN              | 2               | 0               | -                  | -                  | -                  | -          | -          | -          | 20     | 0      |
| 2009               | Molde              | ES                 | 15         | 0          | CN              | 2               | 0               | -                  | -                  | -                  | -          | -          | -          | 27     | 1      |
| 2010               | Molde              | ES                 | 27         | 2          | CN              | 2               | 0               | UEL                | 4                  | 0                  | -          | -          | -          | 33     | 2      |
| gen.-ago. 2011     | Molde              | ES                 | 8          | 1          | CN              | 2               | 1               | -                  | -                  | -                  | -          | -          | -          | 10     | 2      |
| Totale Molde       | Totale Molde       | Totale Molde       | 68         | 3          |                 | 8               | 1               |                    | 4                  | 0                  |            | -          | -          | 80     | 4      |
| ago.-dic. 2011     | Tromsø             | ES                 | 11         | 0          | CN              | -               | -               | -                  | -                  | -                  | -          | -          | -          | 11     | 0      |
| 2012               | Fredrikstad        | ES                 | 13         | 1          | CN              | 0               | 0               | -                  | -                  | -                  | -          | -          | -          | 13     | 1      |
| 2013               | Fredrikstad        | 1D                 | 0          | 0          | CN              | 0               | 0               | -                  | -                  | -                  | -          | -          | -          | 0      | 0      |
| Totale Fredrikstad | Totale Fredrikstad | Totale Fredrikstad | 13         | 1          |                 | 0               | 0               |                    | -                  | -                  |            | -          | -          | 13     | 1      |
| 2014               | Nordstrand         | 4D                 | 1          | 0          | CN              | 0               | 0               | -                  | -                  | -                  | -          | -          | -          | 1      | 0      |
| 2015               | Nordstrand         | 4D                 | 0          | 0          | CN              | 0               | 0               | -                  | -                  | -                  | -          | -          | -          | 0      | 0      |
| 2016               | Nordstrand         | 4D                 | 2          | 1          | CN              | 0               | 0               | -                  | -                  | -                  | -          | -          | -          | 2      | 1      |
| Totale Nordstrand  | Totale Nordstrand  | Totale Nordstrand  | 3          | 1          |                 | 0               | 0               |                    | -                  | -                  |            | -          | -          | 3      | 1      |
| Totale             | Totale             | Totale             | 239        | 7          |                 | ?               | ?               |                    | 16                 | 0                  |            | -          | -          | ?      | ?      |

### Cronologia presenze e reti in Nazionale
| Cronologia completa delle presenze e delle reti in nazionale ― Norvegia | Cronologia completa delle presenze e delle reti in nazionale ― Norvegia | Cronologia completa delle presenze e delle reti in nazionale ― Norvegia | Cronologia completa delle presenze e delle reti in nazionale ― Norvegia | Cronologia completa delle presenze e delle reti in nazionale ― Norvegia | Cronologia completa delle presenze e delle reti in nazionale ― Norvegia | Cronologia completa delle presenze e delle reti in nazionale ― Norvegia | Cronologia completa delle presenze e delle reti in nazionale ― Norvegia |
| Data                                                                    | Città                                                                   | In casa                                                                 | Risultato                                                               | Ospiti                                                                  | Competizione                                                            | Reti                                                                    | Note                                                                    |
| ----------------------------------------------------------------------- | ----------------------------------------------------------------------- | ----------------------------------------------------------------------- | ----------------------------------------------------------------------- | ----------------------------------------------------------------------- | ----------------------------------------------------------------------- | ----------------------------------------------------------------------- | ----------------------------------------------------------------------- |
| 16/11/2004                                                              | Londra                                                                  | Australia                                                               | 2 – 2                                                                   | Norvegia                                                                | Amichevole                                                              | -                                                                       |                                                                         |
| 22/01/2005                                                              | Madinat al-Kuwait                                                       | Kuwait                                                                  | 1 – 1                                                                   | Norvegia                                                                | Amichevole                                                              | -                                                                       |                                                                         |
| 25/01/2005                                                              | Riffa                                                                   | Bahrein                                                                 | 0 – 1                                                                   | Norvegia                                                                | Amichevole                                                              | -                                                                       |                                                                         |
| 28/01/2005                                                              | Amman                                                                   | Giordania                                                               | 0 – 0                                                                   | Norvegia                                                                | Amichevole                                                              | -                                                                       |                                                                         |
| Totale                                                                  |                                                                         | Presenze                                                                | 4                                                                       |                                                                         | Reti                                                                    | 0                                                                       |                                                                         |

## Palmarès

### Club

#### Competizioni nazionali
- Coppa di Norvegia: 1

Vålerenga: 2002
- Campionato norvegese: 1

Vålerenga: 2005